# Epocilla
Epocilla is een geslacht van spinnen uit de familie springspinnen (Salticidae).

## Soorten
De volgende soorten zijn bij het geslacht ingedeeld:
- Epocilla aurantiaca (Simon, 1885)
- Epocilla blairei Żabka, 1985
- Epocilla calcarata (Karsch, 1880)
- Epocilla chimakothiensis Jastrzebski, 2007
- Epocilla femoralis Simon, 1901
- Epocilla innotata Thorell, 1895
- Epocilla mauriciana Simon, 1901
- Epocilla picturata Simon, 1901
- Epocilla praetextata Thorell, 1887
- Epocilla xylina Simon, 1906